# 第115師団 (日本軍)
第115師団（だいひゃくじゅうごしだん）は、大日本帝国陸軍の師団の一つ。

## 沿革
太平洋戦争の末期後に華北に駐屯していた第26師団がフィリピン戦線に、第62師団が沖縄に転用されたため、中国に在った独立歩兵旅団（独立混成旅団）を改編し、占領地の警備と治安維持を目的に編成した治安師団の一つであり、同時に第114師団・第117師団・第118師団が新設された。これら4個師団は、1944年（昭和19年）7月10日、軍令陸甲第79号下令により、編成が発令された。 
第115師団は、河南省で独立混成第7旅団を基幹に編成された。編成後、第12軍に編入され、黄河以南の京漢線沿線の警備に当たった。
師団の編制は、4個独立歩兵大隊から成る歩兵旅団を2個持ち、砲兵を欠いた丙師団である。しかし、1945年（昭和20年）3月に師団迫撃砲隊が新たに編成され師団に編合された。
1945年3月、老河口作戦に参加した。老河口作戦後は河南省に戻り郾城で終戦を迎えた。

## 師団概要

### 歴代師団長
- 杉浦英吉 中将：1944年（昭和19年）7月14日 - 終戦

### 参謀長
- 村中嘉二郎 大佐：1944年（昭和19年）7月14日 - 終戦[2]

### 最終所属部隊
- 歩兵第85旅団：三宮満治少将
  - 独立歩兵第26大隊：高島義明大尉
  - 独立歩兵第27大隊：藤本　格大尉
  - 独立歩兵第28大隊：桑原金一少佐
  - 独立歩兵第29大隊：佐々木幸夫大尉
- 歩兵第86旅団：樋口清登少将
  - 独立歩兵第30大隊：天野茂吉少佐
  - 独立歩兵第385大隊：遠藤利雄大尉
  - 独立歩兵第386大隊：鈴木孝三郎少佐
  - 独立歩兵第387大隊：今藤好雄少佐
- 第115師団輜重隊：斎藤忠一大尉
- 第115師団迫撃砲隊：吉田成行大尉
- 第115師団通信隊：福間耕次大尉
- 第115師団野戦病院：畠中正純軍医少佐

## 注記
1. ↑  ただし、示村259頁は丁編制師団とする。
2. ↑  『陸海軍将官人事総覧 陸軍篇』331頁。